# Uppsala 86ers 2022
Questa voce raccoglie le informazioni riguardanti gli Uppsala 86ers nelle competizioni ufficiali della stagione 2022.

## Maschile

### Division 1 för herrar 2022

#### Stagione regolare
| 24 aprile 2022, ore 13:00 2ª giornata | Arlanda Jets | 32 – 28 referto | Uppsala 86ers |  |

| Uppsala 1º maggio 2022, ore 11:30 | Uppsala 86ers | 6 – 45 referto | AIK | Lötens IP (50 spett.) |

| 7 maggio 2022 4ª giornata | Uppsala 86ers | 0 – 39 | Karlskoga Wolves |  |

| 15 maggio 2022 5ª giornata | Norrköping Panthers | 0 – 1 (a tavolino) | Uppsala 86ers |  |

| 28 maggio 2022, ore 15:00 7ª giornata | Uppsala 86ers | 6 – 44 referto | Arlanda Jets |  |

| Solna 4 giugno 2022, ore 13:00 | AIK | 52 – 0 referto | Uppsala 86ers | Bergshamra IP (175 spett.) |

| 4 giugno 2022 Incontro non disputato | Uppsala 86ers | 1 – 0 (a tavolino) | Norrköping Panthers |  |

| 12 giugno 2022 9ª giornata | Karlskoga Wolves | 12 – 0 | Uppsala 86ers |  |

### Statistiche di squadra
| Competizione | %Vittorie | In casa | In casa | In casa | In casa | In casa | In casa | In trasferta | In trasferta | In trasferta | In trasferta | In trasferta | In trasferta | Totale | Totale | Totale | Totale | Totale | Totale |
| Competizione | %Vittorie | G       | V       | N       | P       | Pf      | Ps      | G            | V            | N            | P            | Pf           | Ps           | G      | V      | N      | P      | Pf     | Ps     |
| ------------ | --------- | ------- | ------- | ------- | ------- | ------- | ------- | ------------ | ------------ | ------------ | ------------ | ------------ | ------------ | ------ | ------ | ------ | ------ | ------ | ------ |
| Campionato   | .250      | 4       | 1       | 0       | 3       | 13      | 128     | 4            | 1            | 0            | 3            | 29           | 96           | 8      | 2      | 0      | 6      | 42     | 224    |
| Totale       | .250      | 4       | 1       | 0       | 3       | 13      | 128     | 4            | 1            | 0            | 3            | 29           | 96           | 8      | 2      | 0      | 6      | 42     | 224    |